# Općinska A nogometna liga Ludbreg 1982./83.
"Općinska A nogometna liga Ludbreg" za sezonu 1982./83. je bila prvi stupanj općinske lige ONS Ludbreg, te liga sedmog stupnja nogometnog prvenstva Jugoslavije. 
 
Sudjelovalo je 12 klubova, a prvak je bio "Podravac" iz Sesveta Ludbreških.  

## Ljestvica
| mj. | klub                       | ut. | pob. | ner. | por. | gol+ | gol- | bod     |
| --- | -------------------------- | --- | ---- | ---- | ---- | ---- | ---- | ------- |
| 1.  | Podravac Sesvete Ludbreške | 22  | 13   | 4    | 5    | 71   | 29   | 30      |
| 2.  | Sloga Slokovec             | 22  | 13   | 2    | 7    | 68   | 43   | 28      |
| 3.  | Radnički Hrženica          | 22  | 13   | 2    | 7    | 60   | 44   | 28      |
| 4.  | Mladost Sveti Petar        | 22  | 12   | 3    | 7    | 55   | 34   | 27      |
| 5.  | Podgora Bolfan             | 22  | 12   | 3    | 7    | 61   | 64   | 27      |
| 6.  | Lunkovec (Lunjkovec)       | 22  | 10   | 2    | 10   | 34   | 47   | 22      |
| 7.  | Podravka Struga            | 22  | 10   | 1    | 11   | 50   | 57   | 21      |
| 8.  | Drava Sveti Đurđ           | 22  | 9    | 2    | 11   | 62   | 61   | 20      |
| 9.  | Polet Martijanec           | 22  | 8    | 3    | 11   | 60   | 63   | 19      |
| 10. | Omladinac Madaraševac      | 22  | 8    | 3    | 11   | 51   | 58   | 19      |
| 11. | Gora Globočec Ludbreški    | 22  | 7    | 0    | 15   | 53   | 82   | 10 (-4) |
| 12. | Partizan Veliki Bukovec    | 22  | 4    | 1    | 17   | 37   | 77   | 9       |

## Rezultatska križaljka
| kratica | klub                       | DRA | GORA | LUN | MLA | OML | PAR | PODG | PODRA | PODRK | POL | RAD | SLO |
| --- | -------------------------- | --- | ---- | --- | --- | --- | --- | ---- | ----- | ----- | --- | --- | --- |
| DRA | Drava Sveti Đurđ           |     |      |     |     |     |     |      |       |       |     |     |     |
| GORA | Gora Globočec Ludbreški    |     |      |     |     |     |     |      |       |       |     |     |     |
| LUN | Lunkovec (Lunjkovec)       |     |      |     |     |     |     |      |       |       |     |     |     |
| MLA | Mladost Sveti Petar        |     |      |     |     |     |     |      |       |       |     |     |     |
| OML | Omladinac Madaraševac      |     |      |     |     |     |     |      |       |       |     |     |     |
| PAR | Partizan Veliki Bukovec    |     |      |     |     |     |     |      |       |       |     |     |     |
| PODG | Podgora Bolfan             |     |      |     |     |     |     |      |       |       |     |     |     |
| PODRA | Podravac Sesvete Ludbreške |     |      |     |     |     |     |      |       |       |     |     |     |
| PODRK | Podravka Struga            |     |      |     |     |     |     |      |       |       |     |     |     |
| POL | Polet Martijanec           |     |      |     |     |     |     |      |       |       |     |     |     |
| RAD | Radnički Hrženica          |     |      |     |     |     |     |      |       |       |     |     |     |
| SLO | Sloga Slokovec             |     |      |     |     |     |     |      |       |       |     |     |     |
| |                            |     |      |     |     |     |     |      |       |       |     |     |     |
| podebljan rezultat - utakmice od 1. do 11. kola (1. utakmica između klubova) rezultat normalne debljine - utakmice od 12. do 22. kola (2. utakmica između klubova) rezultat nakošen - nije vidljiv redoslijed odigravanja međusobnih utakmica iz dostupnih izvora rezultat smanjen * - iz dostupnih izvora nije uočljiv domaćin susreta prekrižen rezultat - poništena ili brisana utakmica p - utakmica prekinuta 3:0 p.f. / 0:3 p.f. - rezultat 3:0 bez borbe |                            |     |      |     |     |     |     |      |       |       |     |     |     |

 Izvori: